# St. Peter und Paul (Gerhardtsgereuth)

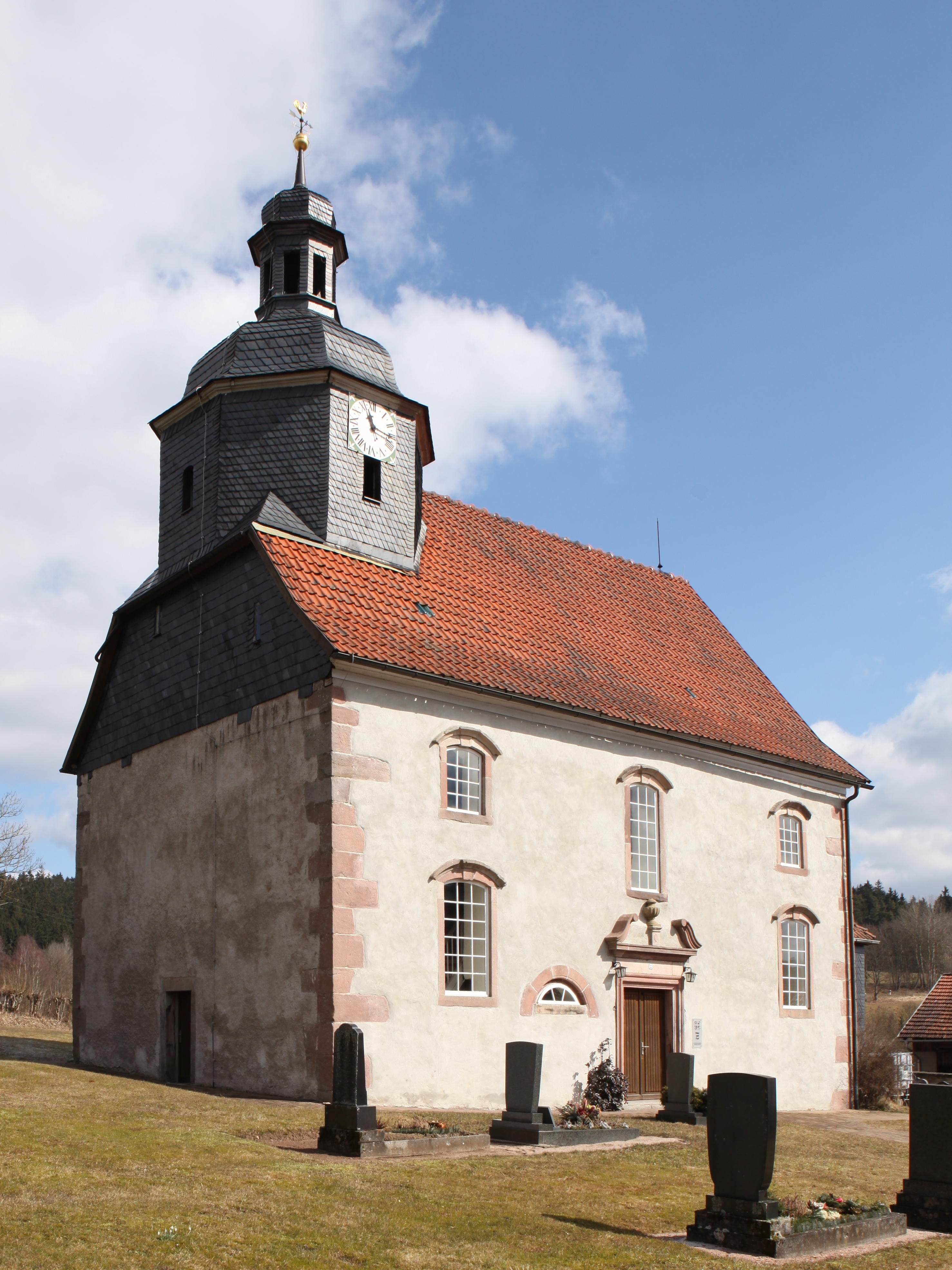
Kirche in Gerhardtsgereuth

Die evangelisch-lutherische Kirche St. Peter und Paul in Gerhardtsgereuth, einem Ortsteil der Stadt Hildburghausen in Südthüringen, geht auf eine Kapelle zurück, die schon im 15. Jahrhundert existierte. Das denkmalgeschützte Bauwerk erhielt 1740 sein heutiges Aussehen.

## Geschichte
Für das Jahr 1499 ist in Gerhardtsgereuth eine Kapelle unter dem Patrozinium der Apostel Petrus und Paul belegt. 1544 wurde die Kapelle eine Filialkirche der Pfarrei Wiedersbach.
Auf einen im Kern romanischen Bau weist unter anderem der rundbogige Triumphbogen hin. Im Jahr 1601 wurde die Kapelle vergrößert und mit einem Dachreiter versehen. Der nächste Umbau mit einer erneuten Erweiterung folgte im Jahr 1740. Hundert Jahre später wurde eine umfangreiche Renovierung durchgeführt und unter anderem ein Kanzelaltar am Triumphbogen eingebaut. Weitere Baumaßnahmen gab es 1914/15 und 1955, als für eine Winterkirche der Triumphbogen zugemauert und die Kanzel auf die Südseite vor den Triumphbogen versetzt wurde. Von 2002 bis 2005 musste wegen Hausschwammbefall Holz ausgetauscht und das Mauerwerk entfeuchtet werden. Zusätzlich wurden der Fußboden und die Bänke ausgetauscht, der Turm neu verschiefert und die Turmzier mit Knopf und Wetterhahn neu vergoldet. Sanierungsarbeiten an der Fassade ließ die Kirchgemeinde 2007 durchführen. Die Kirchgemeinde gehört seit 2002 zum Sprengel von St. Kilian.

## Gestaltung
Die Kirche, von einem Friedhof umgeben, prägt ein Satteldach mit roten Ziegeln. Verschiefert sind die beidseitigen Fachwerkgiebel und der auf der Westseite angeordnete Dachreiter mit einer welschen Haube, in dem eine Bronzeglocke von 1855 und zwei Eisenhartgussglocken, die 1954 als Ersatz für im Weltkrieg eingeschmolzene Glocken gegossen wurden, hängen. Die große, der jüngeren Glocken hat die Aufschrift: „NUR LIEBE WIRKT FRIEDEN; DAS RUF ICH INS LAND; WEHR CHRISTUM GEMIEDEN; WAHRD IMMER ZUR SCHAND“.
Die Fassade besteht aus Sandsteingrundmauern, die Gebäudeecken sind mit roten Sandsteinquadern eingefasst. Am südöstlichen, äußeren Eckstein befindet sich in ein Meter Höhe ein eingemeißeltes lateinisches Kreuz, dessen Bedeutung nicht bekannt ist. Das Portal auf der Südseite ist barock gestaltet und weist die Jahreszahl 1740 auf.
Die Turmuhr fertigte 1920 Bernhard Saam aus Themar.

## Ausstattung
Der freistehende Sandsteinaltar befindet sich zwischen der Kanzel, die einen kelchähnlichen Fuß hat, und einem kleinen Rokokotaufstein, der die Jahreszahl 1742 trägt. Das Kirchenschiff wird von einer barocken Decke, an der ein flämischer Kronleuchter hängt, überspannt und hat zwei Emporen. Fresken von 1601 oder 1740 sind aus Finanzierungsgründen noch nicht freigelegt worden.
Die Orgel auf der Westempore ist wohl ein Werk von Michael Schmidt aus Schmiedefeld, um 1840 entstanden. Im Jahr 1922 erneuerte die Schleusinger Orgelbaufirma Kühn das Instrument.